# دة باغ (تشناران)
دة باغ (بالفارسية: ده باغ) هي قرية تقع في قسم تشناران الريفي (مقاطعة تشناران) في إيران. يقدر عدد سكانها بـ 0 نسمة بحسب إحصاء 2016.